# Semaine 2
D'après la norme ISO 8601, une semaine débute un lundi et s'achève un dimanche, et une semaine dépend d'une année lorsqu'elle place une majorité de ses sept jours dans l'année en question, soit au moins quatre. Dès lors, la semaine 2 est la semaine du deuxième jeudi de l'année. Ce faisant, elle suit la semaine 1 et précède la semaine 3 de la même année.
Elle commence au plus tôt le 5e jour du mois de janvier et au plus tard le 11e jour de ce même mois, une journée qu'elle contient systématiquement. En effet, elle se termine au plus tôt le 11 janvier et au plus tard le 17. Dans ce contexte, la semaine 2 est toujours la semaine du 11 janvier.

## Notations normalisées
La semaine 2 dans son ensemble est notée sous la forme W02 pour abréger.
| Jour de la semaine 2 | Notation |
| -------------------- | -------- |
| Lundi                | W02-1    |
| Mardi                | W02-2    |
| Mercredi             | W02-3    |
| Jeudi                | W02-4    |
| Vendredi             | W02-5    |
| Samedi               | W02-6    |
| Dimanche             | W02-7    |

## Cas de figure
| Cas | Le deuxième jeudi de l'année tombe… | Le 1er janvier est… | L'année est une année… | La semaine 2 débute… | La semaine 2 s'achève… | Premier cas après 2008 |
| --- | ----------------------------------- | ------------------- | ---------------------- | -------------------- | ---------------------- | ---------------------- |
| 1   | Le 8 janvier                        | Un jeudi            | D ou DC                | Le lundi 5 janvier   | Le dimanche 11 janvier | 2009                   |
| 2   | Le 9 janvier                        | Un mercredi         | E ou ED                | Le lundi 6 janvier   | Le dimanche 12 janvier | 2014                   |
| 3   | Le 10 janvier                       | Un mardi            | F ou FE                | Le lundi 7 janvier   | Le dimanche 13 janvier | 2008                   |
| 4   | Le 11 janvier                       | Un lundi            | G ou GF                | Le lundi 8 janvier   | Le dimanche 14 janvier | 2018                   |
| 5   | Le 12 janvier                       | Un dimanche         | A ou AG                | Le lundi 9 janvier   | Le dimanche 15 janvier | 2012                   |
| 6   | Le 13 janvier                       | Un samedi           | B ou BA                | Le lundi 10 janvier  | Le dimanche 16 janvier | 2011                   |
| 7   | Le 14 janvier                       | Un vendredi         | C ou CB                | Le lundi 11 janvier  | Le dimanche 17 janvier | 2010                   |

1. 1 2 3  Dans ce cas précis, l'année compte une semaine 53.